# جبیت ۳
جبیت ۳ (به انگلیسی: Jabit III) یک هواگرد ساختِ کارخانهٔ گلن ال. مارتین کمپانی در کشور ایالات متحده آمریکا است.